# Matija Šestak
Matija Šestak, slovenski atlet, * 30. december 1972, Ljubljana.
Šestak je za Slovenijo nastopil v teku na 400 metrov na Poletnih olimpijskih igrah 2000 v Sydneyju ter na Poletnih olimpijskih igrah 2004 v Atenah.
V Sydneyju je nastopil v posamični konkurenci in v štafeti, v Atenah pa je tekmoval samo v individualni konkurenci.
Po končani karieri je postal trener svoje žene Marije Šestak.
sedaj je trener v atletskem klubu Mass